# لوئیس برندایس
لوئیس بَرندایس (انگلیسی: Louis Brandeis؛ ‏ ‎/ˈbrændaɪs/‎؛ ‏ ۱۳ نوامبر ۱۸۵۶ – ۵ اکتبر ۱۹۴۱) سیاست‌مدار و حقوق‌دان اهل ایالات متحده آمریکا بود. وی از سال ۱۹۱۶ تا ۱۹۳۹، قاضی دستیار دیوان عالی ایالات متحده آمریکا بود.
او از سال ۱۸۹۰، با نوشتن مقالاتی در نشریه نقد حقوق هاروارد به تکوین مفهوم «حق داشتن حریم خصوصی» کمک کرد. وی از فعالان جنبش صهیونیسم بود: ۱۸  و آنرا راه‌حلی برای یهودی‌ستیزی در اروپا و روسیه می‌دانست که در عین حال راهی برای «احیای جوهر یهودیت» است. مجلهٔ اکونومیست او را «رابین هود قانون» نامید. از جمله پرونده‌های قابل توجه اولیه او، اقداماتش در مبارزه با انحصار راه‌آهن،: ۴۱–۵۲  دفاع از قوانین محل کار و قانون کار،: ۲۵۰–۲۵۳   کمک به ایجاد فدرال رزرو: ۱۳۹ : ۲۸–۳۱  و ارائه ایده‌هایی برای کمیسیون فدرال تجارت جدید بود.
در سال ۱۹۱۶، رئیس‌جمهور وودرو ویلسون برندیس را برای یک کرسی در دیوان عالی ایالات متحده آمریکا نامزد کرد. نامزدی او به شدت مورد مناقشه قرار گرفت؛: ۴۷۰–۴۷۵  شاید همان‌طور که قاضی ویلیام داگلاس بعدها نوشت، به این دلیل که: «براندیس یک جنگجوی صلیبی غیور برای عدالت اجتماعی بود، فارغ از آنکه رقیبش کیست. او نه تنها به دلیل هوش سرشار، حسابگری و شجاعتش، آدمِ خطرناکی بود؛ بلکه خطرناک بود چون فسادناپذیر بود… [و] ترسِ تشکیلات حتی بیشتر هم بود چون برندیس اولین یهودی بود که برای نامزدی دیوان عالی معرفی می‌شد.» سرانجام در ۱ ژوئن ۱۹۱۶، مجلس سنای ایالات متحده آمریکا با ۴۷ رأی موافق در برابر ۲۲ رأی مخالف عضویت او در دیوان عالی ایالات متحده آمریکا را تأیید کرد
 تا او تبدیل به یکی از مشهورترین و تأثیرگذارترین چهره‌های تاریخ در دادگاه عالی گردد.
به گفته پژوهشگران حقوقی، نظرات او برخی از «بزرگ‌ترین دفاعیات» از آزادی بیان: ۱۲۸   و حق حفظ حریم خصوصی: ۶۱  است که تاکنون توسط یکی از اعضای دیوان عالی نوشته شده‌است. وی به اولمستد در مقابل ایالات متحده آمریکا رای منفی داد.
برخی براندیس را به دلیل طفره رفتن از مسائل مربوط به سیاه‌پوستان آمریکا مورد انتقاد قرار داده‌اند، زیرا او در طول بیست و سه سال تصدی خود در مورد هیچ موردی دربارهٔ نژاد اظهار نظر نکرده‌است و به‌طور مداوم با اکثریت دادگاه از جمله در حمایت از جدایی نژادی در ایالات متحده آمریکا هم‌نظر بوده‌است.
او از پدر و مادری یهودی و مهاجر از پراگ در پادشاهی بوهم (که در آن روزگار جزئی از امپراتوری اتریش بود) به‌دنیا آمد و در خانواده‌ای غیرمذهبی و فرهنگی بزرگ شد. او با فرهنگ آلمانی رشد یافت و از علاقمندان نوشته‌های یوهان ولفگانگ فون گوته و فریدریش شیلر و همچنین موسیقی لودویگ فان بتهوون و روبرت شومان بود. در مدرسه، لوئیس دانش آموزی جدی در یادگیری زبان و سایر دروس پایه بود و معمولاً نمرات بالایی کسب می‌کرد. برندیس در ۱۴ سالگی از «دبیرستان مردانه لوئی‌ویل» با بالاترین افتخارات فارغ‌التحصیل شد. هنگامی که او ۱۶ ساله بود، «دانشگاه دولتی لوئی‌ویل» به دلیل «برتری در تمام دروس» به او مدال طلا اعطا کرد.: ۱۰  او سپس به مدرسه حقوق هاروارد رفت و در سن ۲۰ سالگی با بالاترین معدل در تاریخ این دانشکدهٔ حقوق، فارغ‌التحصیل شد،: ۱۲۲  در حالی که عضو انجمن فی بتا کاپا بود؛ به نحوی که تا ۸ سال کسی نتوانست به معدل بالای او دست یابد. براندیس در مورد آن دوره گفت: «آن سالها جزو شادترین سال‌های زندگی من بود. من فعال بودم! برای من مرکز دنیا کمبریج بود.: ۴۷  سپس یک دفتر وکالت در شهر بوستون برپا کرد و و با فعالیت‌هایش در زمینه علل ترقی‌خواهی اجتماعی به یک وکیل شناخته‌شده تبدیل شد.»: ۱–۲۴ 